# Milioktáva
Milioktáva (značka mO) je bezrozměrná logaritmická jednotka pro měření velikosti intervalů, používaná v hudební akustice i hudbě. 
Definice milioktávy vychází z intervalu čisté oktávy, vyjádřené poměrem frekvencí 2:1. Jedna mO je definována jako 1/1000 oktávy, což znamená, že poměr frekvencí vyššího a nižšího tónu, mezi nimiž je rozdíl jedné milioktávy, činí
{\displaystyle 1mO={\sqrt[{1000}]{2}}=1,00069338746258063253756863930386...}.
Milioktáva je vhodná pro práci s laděními, založenými na intervalu čisté oktávy, což je většina ladění používaných v evropské i mimoevropské hudbě. Její použití se však příliš nerozšířilo a nejčastěji používanou podobnou jednotkou je cent. 